# Basil Arthur
Pour les articles homonymes, voir Arthur.
Basil Malcolm Arthur, né le 18 septembre 1928 à Timaru et mort le 1er mai 1985 à Wellington, est un ouvrier et homme politique néo-zélandais.

## Biographie

### Jeunesse et entrée en politique
Il quitte l'école à l'âge de 15 ans pour travailler sur un chalutier de pêche, puis comme ouvrier dans une usine de réfrigération. Syndiqué, à 16 ans il devient membre du Parti travailliste, parti ouvrier, et distribue des tracts pendant la campagne pour les élections législatives de 1946. À l'âge de 18 ans, en 1947, il s'engage dans l'armée, et est déployé un an au Japon avec les forces alliées d'occupation du Japon. En 1949, à la mort de son père, il hérite du titre de baronet accordé par la reine Victoria à son arrière-arrière-grand-père en 1841, mais ne s'en prévaut pas. Il travaille trois ans dans l'administration locale à Mangakino pour le ministère des Travaux publics mais, grand et solidement bâti, « préférant le labeur physique rude aux emplois de bureau », il enchaîne ensuite les emplois d'ouvrier, dont celui de poseur de béton dans l'industrie du bâtiment,.
Candidat malheureux aux élections de 1960, il obtient une bourse britannique pour étudier le syndicalisme au Royaume-Uni en 1961. Il remporte en 1962 une élection partielle dans sa circonscription natale de Timaru et entre à la Chambre des représentants de Nouvelle-Zélande à l'âge de 33 ans, ce qui fait de lui le benjamin de la Chambre. Le président de la Chambre, Ronald Algie, ordonne qu'il soit appelé « Sir Basil », en reconnaissance de son titre de baronet, et Basil Arthur s'y plie « à contrecœur ». Réélu continuellement, il est considéré comme un modéré et suggère au début des années 1980 que le Parti travailliste change de nom pour signifier qu'il représente tous les Néo-Zélandais et non pas seulement les ouvriers et les organisations syndicales.

### Ministre
Il est nommé ministre des Transports et ministre de l'Assurance publique dans le gouvernement de Norman Kirk de 1972 à 1975, et obtient la création de la Shipping Corporation of New Zealand (en), société statutaire qui permet aux agriculteurs néo-zélandais d'exporter leurs produits sans avoir à payer les frais parfois exorbitants imposés par des entreprises de fret maritime étrangères. Il obtient également une réduction des contributions financière des pauvres à l'assurance sociale.

### Président de la Chambre
Après leur défaite aux élections de 1975, les travaillistes retrouvent le pouvoir à celles de 1984. Il est élu président de la Chambre des représentants, poste auquel il maintient l'ordre dans la Chambre grâce à « sa voix de stentor ». Il est considéré comme un président « peu orthodoxe, mais juste », préférant user de bon sens et appliquer l'esprit des règles parlementaires plutôt que les suivre à la lettre. Il meurt quelques mois plus tard, à la suite d'une opération chirurgicale gastrique,.